# Роженцовский сельсовет
Роженцовский сельсовет — сельское поселение в Шарангском районе Нижегородской области.
Административный центр — село Роженцово.

## История
Статус и границы сельского поселения установлены Законом Нижегородской области от 15 июня 2004 года № 60-З «О наделении муниципальных образований — городов, рабочих посёлков и сельсоветов Нижегородской области статусом городского, сельского поселения».

## Население
| 2002 | 2010  | 2012  | 2013  | 2014  | 2015  | 2016  |
| ---- | ----- | ----- | ----- | ----- | ----- | ----- |
| 1553 | ↘1138 | ↘1110 | ↘1108 | ↘1071 | ↘1041 | ↘1013 |
| 2017 | 2018  | 2019  | 2020  | 2021  |       |       |
| ↘942 | ↘918  | ↘879  | ↘851  | ↗945  |       |       |

## Состав сельского поселения
| №  | Населённый пункт  | Тип населённого пункта       | Население |
| -- | ----------------- | ---------------------------- | --------- |
| 1  | Бахтино           | деревня                      | ↗43       |
| 2  | Большие Килимары  | деревня                      | ↘8        |
| 3  | Большое Доброво   | деревня                      | →30       |
| 4  | Верхнее Самойлово | деревня                      | ↘7        |
| 5  | Ермолино          | деревня                      | ↘58       |
| 6  | Коммунар          | деревня                      | ↘1        |
| 7  | Королёво          | деревня                      | ↘84       |
| 8  | Красная Горка     | посёлок                      | ↘97       |
| 9  | Куклино           | деревня                      | ↘31       |
| 10 | Малое Зверево     | деревня                      | ↘8        |
| 11 | Малые Килимары    | деревня                      | ↘17       |
| 12 | Мельниково        | деревня                      | ↘7        |
| 13 | Москвино          | деревня                      | ↘19       |
| 14 | Нижнее Самойлово  | деревня                      | ↗3        |
| 15 | Первое Кузнецово  | деревня                      | ↘4        |
| 16 | Поздеево          | деревня                      | ↘109      |
| 17 | Посташ            | деревня                      | ↘28       |
| 18 | Роженцово         | село, административный центр | ↘432      |
| 19 | Свинцово          | деревня                      | ↘110      |
| 20 | Сосновка          | посёлок                      | ↘20       |
| 21 | Фоминские         | деревня                      | ↘7        |
| 22 | Шалагино          | деревня                      | ↘15       |

## Известные уроженцы
- Домрачев, Пётр Николаевич  (1904—19??) — советский военачальник, гвардии полковник. Родился в деревне Шалагино.